# Cyan Worlds
Cyan Worlds, Inc. (abans Cyan, Inc.) és una empresa estatunidenca de videojocs, fundada pels germans Rand i Robyn Miller el 1987, més coneguts com els creadors de la sèrie Myst. Després que Myst i la seva seqüela Riven van vendre diversos milions de còpies cadascun, Cyan va crear Uru, una aventura multijugador massiva en línia, que es va cancel·lar i reobrir diverses vegades. Per aclarir les noves orientacions de l'empresa, el CEO Rand Miller va canviar el nom de «Cyan» a «Cyan Worlds», després del llançament de Riven. L'empresa està ubicada a Mead, als afores de Spokane.